# Torrent del Burc
El torrent del Burc és un curs d'aigua de Sant Llorenç Savall que s'origina al vessant meridional del serrat de Costabarrassa. Durant els seus 4 km de recorregut rep les aigües dels torrents de les costes i del forat d'en Perer. Desemboca al riu Ripoll al sud de Sant Llorenç.